# Rafael Grimaldo
Rafael Alejandro Grimaldo Vázquez (n. 28 de enero de 1984 San Pedro, Coahuila) es un futbolista mexicano  del Club Santos Laguna.

## Trayectoria
Medio defensivo de perfil derecho que se forma en las Fuerzas Básicas de Santos Laguna y que recibe la oportunidad de llegar al primer equipo para el Apertura 2005 de la mano del técnico Eduardo de la Torre.
Debutó en Primera División en la derrota como local del Santos 1-2 ante la UNAM, en partido correspondiente a a la Jornada 1 del torneo Apertura 2005.

## Estadísticas

### Clubes
La siguiente tabla detalla los encuentros disputados y los goles marcados en los clubes en los que ha militado.
| Club                      | Div.                | Temporada           | Liga (1) | Liga (1) | Copas Nacionales (2) | Copas Nacionales (2) | Copas Internacionales (3) | Copas Internacionales (3) | Total    | Total |
| Club                      | Div.                | Temporada           | Partidos | Goles    | Partidos             | Goles                | Partidos                  | Goles                     | Partidos | Goles |
| ------------------------- | ------------------- | ------------------- | -------- | -------- | -------------------- | -------------------- | ------------------------- | ------------------------- | -------- | ----- |
| C. Santos Laguna · México | 1.ª                 | 2005-06             | 20       | 0        | -                    | -                    | -                         | -                         | 20       | 0     |
| C. Santos Laguna · México | 1.ª                 | 2006-07             | 6        | 0        | -                    | -                    | -                         | -                         | 6        | 0     |
| C. Santos Laguna · México | 1.ª                 | 2007-08             | 0        | 0        | -                    | -                    | -                         | -                         | 0        | 0     |
| C. Santos Laguna · México | 1.ª                 | 2008-09             | 0        | 0        | -                    | -                    | -                         | -                         | 0        | 0     |
| C. Santos Laguna · México | 1.ª                 | Total               | 26       | 0        | -                    | -                    | -                         | -                         | 26       | 0     |
| Santos Laguna A · México  | 2.ª                 | 2006-07             | 15       | 1        | -                    | -                    | -                         | -                         | 15       | 1     |
| Santos Laguna A · México  | 2.ª                 | Total               | 15       | 1        | -                    | -                    | -                         | -                         | 15       | 1     |
| Total en su carrera       | Total en su carrera | Total en su carrera | 41       | 1        | -                    | -                    | -                         | -                         | 41       | 1     |